# Савчино (Винницкая область)
Са́вчино (укр. Савчине) — село на Украине, находится в Крыжопольском районе Винницкой области.
Код КОАТУУ — 0521986001. Население по переписи 2001 года составляет 511 человек. Почтовый индекс — 24610. Телефонный код — 4340.
Занимает площадь 1,61 км².

## Религия
В селе действует храм Рождества Пресвятой Богородицы Крыжопольского благочиния Могилёв-Подольской епархии Украинской православной церкви.

## Адрес местного совета
24610, Винницкая область, Крыжопольский р-н, с. Савчино, ул. Комарова, 12